# Canon EOS-1N
Le Canon EOS-1N est le deuxième boîtier argentique professionnel de la gamme EOS présenté en novembre 1994 par Canon. Il remplace le Canon EOS-1. Le Canon EOS-1 utilise la monture EF (Electro-Focus) créée par Canon en 1987. Il est remplacé en novembre 1998 par le Canon EOS-1V.
Cet sera utilisé comme base pour créer, avec Kodak, les premiers boîtiers numériques de Canon, comme le prototype Canon EOS DCS 5.
Le Canon EOS-1N RS, boîtier le plus rapide de son époque grâce à l'utilisation d'un miroir semi-réfléchissant dérivé du Canon EOS-1N, est commercialisé à partir de mars 1995.